# Taiwanische Badmintonmeisterschaft 1966
Die Taiwanische Badmintonmeisterschaft der Saison 1965/1966 fand vom 3. bis zum 5. November 1965 Taipeh statt. Es war die elfte Auflage der nationalen Titelkämpfe von Taiwan im Badminton.

## Titelträger
| Disziplin    | Sieger                     |
| ------------ | -------------------------- |
| Herreneinzel | Ho Wan Ming                |
| Dameneinzel  | Chai Chuen Chi             |
| Herrendoppel | Ho Wan Ming Lo Man Fei     |
| Damendoppel  | Li Ling Fun Chai Chuen Chi |
| Mixed        | Lim King Che Sun Ying      |